# Герберга Провансальська
Герберга I (фр. Gerberge de Provence; 1060 — 1115) — графиня Провансу в 1063—1115 роках.

## Життєпис
Походила з династії Бозонідів (Прованського дому), з молодшої гілки. Старша донька Жоффруа I, графа Провансу, та Стефанії Марсельської. Народилася близько 1060 року. 1073 року вийшла заміж за графа Жеводану.
1093 року після смерті брата Бертрана II успадкувала Прованське графство. 1111 року під час придушення заколоту роду Брюсанс-Пальоль з міста Екс її чоловіка було вбито.
1112 року зробила співграфинею свою старшу доньку Дульсу. 1113 року остання передала фактичну владу в графстві чоловікові. Герберга зберігала вплив на державні справи до самої смерті 1115 року.

## Родина
Чоловік — Жильбер де Мійо, граф Жеводану
Діти:
- Дульса (1098/1100 — 1130), дружина Рамон-Беренгера III, графа Барселони
- Стефанія (д/н—1160), дружина Раймунда I де Бо
- Сибілла, дружина Гі III де Северака